# Antiracotis grisea
Antiracotis grisea är en fjärilsart som beskrevs av Antonius Johannes Theodorus Janse 1932. Antiracotis grisea ingår i släktet Antiracotis och familjen mätare. Inga underarter finns listade i Catalogue of Life.